# Sierlijk schildmos
Het sierlijk schildmos (Melanohalea elegantula) is een korstmos in de familie Parmeliaceae.  Het groeit op de bast van bladverliezend oud bomen (o.a. zomereik, linde, iep, populier) met een matig zure schors. Het komt voor in bossen en in open gebieden. Het komt het meest voorkomend op schors of hout. Zelden komt het voor op zuur gesteente, zoals zwerfstenen. De korstmos leeft in symbiose met de alg Trebouxioid. Kenmerkend voor de soort zijn isidiën, die altijd aanwezig zijn en meestal vertakt zijn (met een loep zichtbaar).

## Kenmerken

### Uiterlijke kenmerken
Het bladvormig thallus is losjes aan de grond bevestigd en iets glanzig. Het bereikt een diameter van 6 cm. In uitzondering gevallen kan dit oplopen tot 10 cm. Het thallus bestaat uit afgeronde lobben, deze zijn 1-4 (7) mm breed en overlappen elkaar enigszins. Het bovenoppervlak is bleek olijfgroen, donkerbruin, roodbruin, glad of licht gerimpeld. Meestal is het dof, soms niet glanzend genoeg, vooral aan de lobuiteinden en vaak behoorlijk bestoft. De onderzijde is bruin. pseudocyphellen zijn niet duidelijk aanwezig. Kleine isidiën zijn altijd aanwezig. Deze zijn bruin, cilindrisch, de meeste vertakt en staan redelijk gelijkmatig verspreid. Apothecia komen zeldzaam voor. Ze groeien op zeer korte schachten en hebben een diameter van tot 4 mm. Ze zijn bruin, komvormig en op de rand sterk begroeid met isidiën.
Het heeft de volgende kenmerkende kleurreacties: K-, C-, KC-, P-, HNO3-; medulla K-, C-, KC-, P-.

### Microscopische kenmerken
Een ascus worden acht dikwandige ascosporen gevormd. De ascosporen zijn ellipsoïde tot breed ovaal of soms bijna bolvormig en hebben de afmeting 8-11 × 4,5-6,5 μm.

## Verspreiding
Sierlijk schildmos komt voor in de noordelijke en westelijke delen van Noord-Amerika, Europa, Noord- en Centraal-Afrika, Azië en het zuidelijke deel van Zuid-Amerika. In Europa komt hij in het hele gebied voor, van de Svalbard-archipel in het noorden tot aan de Middellandse Zee. In Nederland komt is het een vrij algemene soort, vooral in de pleistocene delen in het noorden, oosten en midden van het land. Het staat niet op de rode lijst en is niet bedreigd.

## Taxonomie
Het werd voor het eerst beschreven door Alexander Zahlbruckner in 1894 als Parmelia aspidota var. elegantula. In 1930 werd het een zelfstandig soort en in 1978 werd het door Ted Esslinger heringedeeld naar het geslacht Melanelia om ten slotte in 2004 over te gaan naar het geslacht Melanohalea. 